# Youngor Sevelee Telewoda

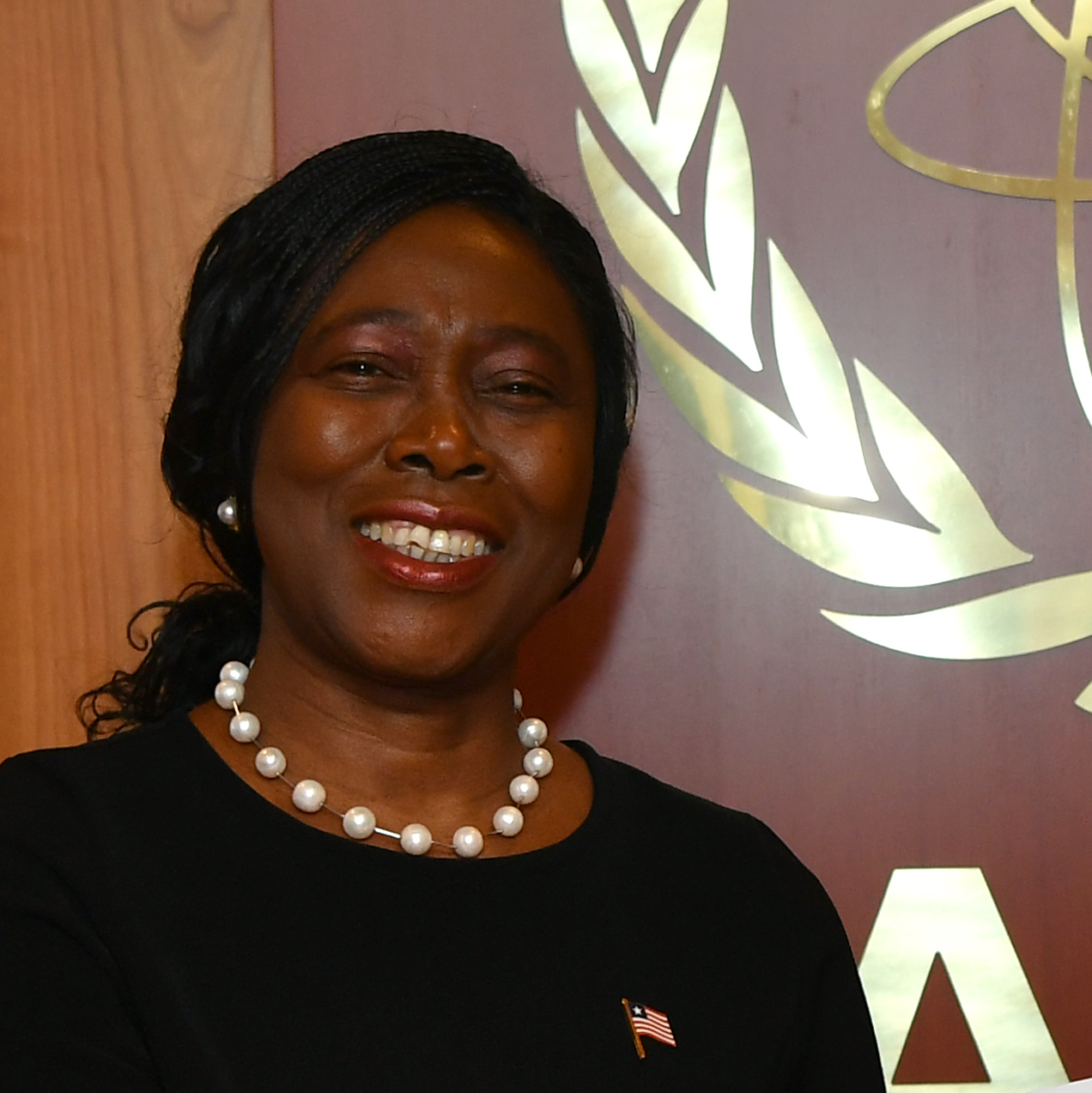
Youngor Telewoda (2019)

Youngor Sevelee Telewoda (* 3. September 1952 in Firestone, Margibi County) ist eine liberianische Diplomatin. Sie wurde im Juli 2018 Botschafterin ihres Landes in Berlin.

## Werdegang
Youngor Sevelee Telewoda absolvierte bis 1972 ein Bachelorstudium an der University of Liberia in Monrovia. Sie erhielt 1979 den Master of Business Administration der Pace University in New York und 1982 ein Diplom der University of Bradford für Projektplanung und Budgetierung im Bereich der ländlichen Entwicklung in Ländern der Dritten Welt. Telewoda arbeitete von 1984 bis 1985 beim Finanzministerium in Monrovia.
Telewoda trat 1985 in den diplomatischen Dienst ihres Landes ein. Als Gesandtin-Botschaftsrätin war sie bis 1992 an der Ständigen Vertretung bei den Vereinten Nationen in New York tätig. Im folgenden Jahr wechselte sie als Chargé d’affaires an die Botschaft in Brüssel. Dort wurde Telewoda 2003 zur Botschafterin in Belgien akkreditiert. Sie erhielt Nebenakkreditierungen für die Niederlande, Luxemburg und die Europäische Union. Von 2011 bis 2017 vertrat sie Liberia als Botschafterin in Japan mit Akkreditierungen in Indonesien, der Republik Korea, Malaysia, Neuseeland, den Philippinen, Singapur und Thailand.
Youngor Telewoda wurde am 19. Juli 2018 zur außerordentlichen und bevollmächtigten Botschafterin der Republik Liberia in Deutschland akkreditiert. Nebenakkreditierungen erhielt sie für Dänemark, Schweden, Norwegen, Finnland und Österreich. Zudem ist sie Ständige Vertreterin bei den Organisationen der Vereinten Nationen in Wien.